# Kärnis

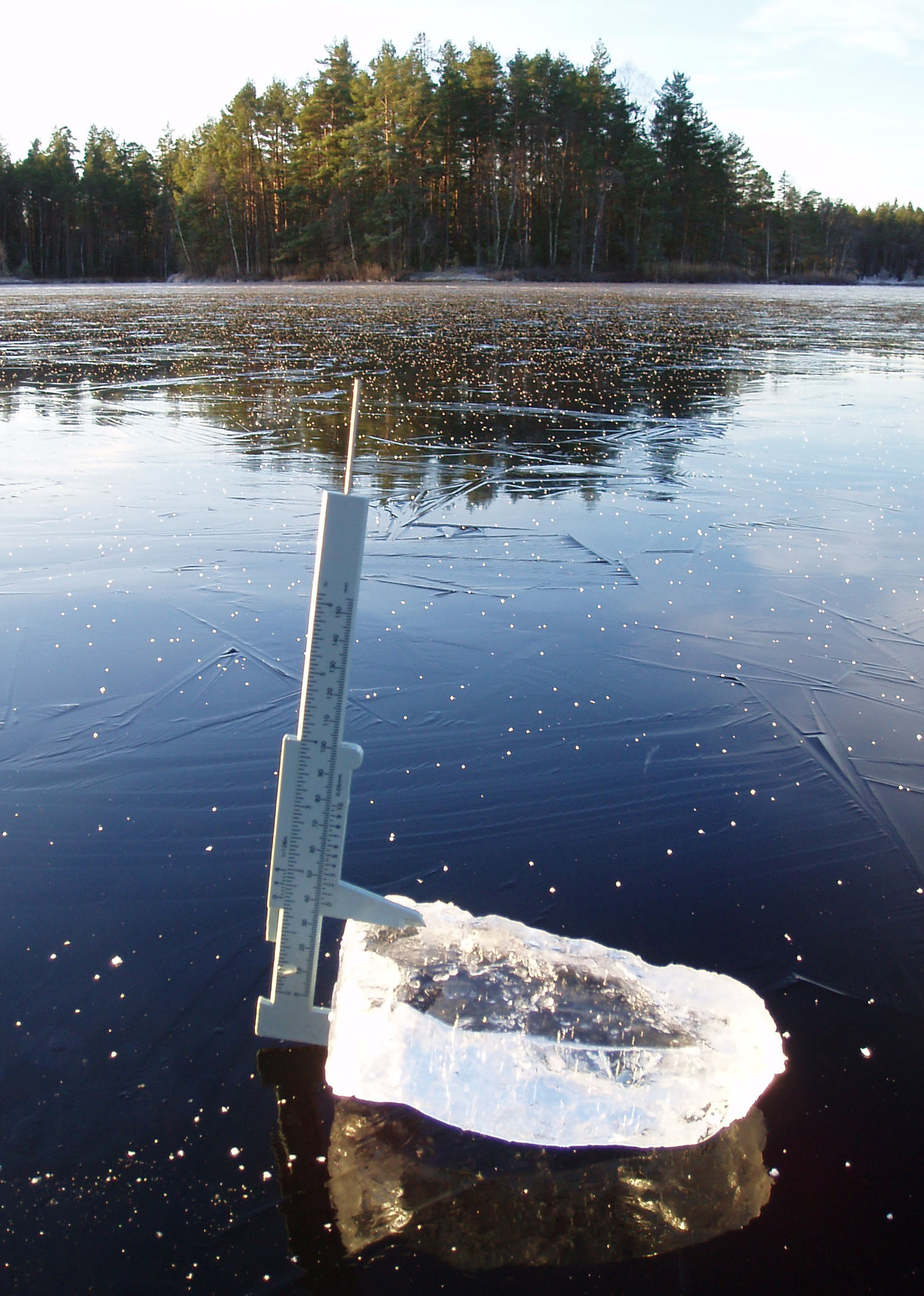
Nylagd kärnis med en tjocklek på 39 mm, vid en liten insjö i Östergötland.

Kärnis är en istyp som uppstår i rent vatten, till skillnad från snöis och kravis. Karaktäristiskt för kärnis är att den växer nedåt, det vill säga ny is bildas i gränsskiktet mellan is och det underliggande vattnet. Kärnis kan bildas på insjöar och kallas då sötvattenkärnis. Kärnis kan även bildas på salt hav. Beroende på havets salthalt kan man kalla den bildade kärnisen för bräckvattenkärnis eller saltkärnis. Bräckvattenkärnis kan bildas i exempelvis Östersjön. Skillnaden mellan dessa kärnistyper är att bräckvatten- och saltkärnisen innehåller fickor med salt.

## Egenskaper
Kärnisen är förhållandevis stark. Redan 3 cm tjock sötvattenkärnis som flyter på vatten kan (om än med liten marginal) bära en fullvuxen människa. För att tåla den dynamiska belastning som långfärdsskridskoåkning innebär – och gärna med lite marginal – krävs åtminstone 5–6 cm sötvattenkärnis. Bräckvattenkärnis behöver på grund av sina saltfickor vara tjockare. Där bär cirka 5 cm, medan 7–8 cm krävs för någon typ av skridskoåkning.
Sötvattenkärnis är när den är relativt nybildad helt genomskinlig. Ofta ser den svart ut (därav den engelska termen för kärnis: black ice), men det beror främst på att det vanligtvis sett är svart under isen. Bräckvatten- och saltkärnisen är dock inte genomskinlig, utan är dimmig eller har inslag av vita former som till exempel kan vara ormbunksbladliknade.
Att kärnisen dessutom är hård och jämn gör den sammantaget idealisk för skridskoåkning. Ytterligare en fördel med kärnis är att den vid tillfälligt varm väderlek under vintern fortsätter att vara hård. Styrkan (och därmed även isens bärighet) försämras dock vid längre perioder av varmare väder.
Nybildad kärnis har en densitet på ca 0,9 g/cm3, vilket kan jämföras med vattnets 1 g/cm3. Det gör att den flyter med 1/10 av sin tjocklek ovanför vattenytan. När kärnisen börjar luckras upp vid varmare temperturer får den en större vattenandel varför sådan is ofta flyter nära vattenytan.

## Bildning
För att kärnis skall kunna bildas krävs ett initialt istäcke. Detta istäcke bildas i två steg. Först bildas ett nätverk av isnålar i vattenytan. Därefter fylls mellanrummet mellan isnålarna med isskivor. Isskivorna består av iskristaller med olika kristallriktningar. Dessa iskristaller har senare under isens degenerering betydelse för isens bärighet, framförallt genom sin storlek. Is har nu bildats i vattenytan.
Efter att det första istäcket lagts kan den egentliga kärnisen börja bildas. Som nämnt sker istillväxten på istäckets undersida. De iskristaller som bildas blir typiskt pelarformade med varierande tvärsnitt.
Vid isbildningen frigörs värme, som måste transporteras via isen ut i luften. För att denna process skall fungera krävs att det är kallt i luften. Klart väder med god utstrålning eller vind (som inte är så stark att den bryter upp isen) är gynnsamt för processen. Snabbaste istillväxten får man därför vid kallt, klart väder med lagom mycket vind.